# Muarraque (província)
Província de Muarraque (em árabe: محافظة المحرق‎; romaniz.: Muḥāfaẓat al-Muharaq) é uma das quatro províncias do Reino do Barém. De acordo com o censo de 2016, tinha 245 994 residentes. Compreende 64,8 quilômetros quadrados.